# Canthocamptus acanthophorus
Canthocamptus acanthophorus är en kräftdjursart som beskrevs av Delachaux 1928. Canthocamptus acanthophorus ingår i släktet Canthocamptus och familjen Canthocamptidae. Inga underarter finns listade i Catalogue of Life.